# Sanford J. Grossman
Sanford Jay Grossman, auch Sandy Grossman genannt (* 21. Juli 1953 in Brooklyn, New York City), ist ein US-amerikanischer Wirtschaftswissenschaftler und Finanzberater.

## Leben und Wirken
Grossman wurde als Sohn von Sloane und Florence Grossman geboren und studierte Wirtschaftswissenschaft an der University of Chicago, wo er 1973 seinen Bachelor of Arts und 1974 seinen Master of Arts erwarb. 1975 wurde er dort zum Ph.D. promoviert. Von 1975 bis 1977 war er Dozent an der Stanford University, ehe er an die University of Pennsylvania wechselte, wo er von 1978 bis 1979 als Dozent und von 1979 bis 1981 als Professor tätig war. 1981 erhielt er ein Forschungsstipendium der Alfred P. Sloan Foundation (Sloan Research Fellowship). Von 1981 bis 1985 war er Professor an der University of Chicago, 1985 bis 1989 an der Princeton University und 1989 bis 1999 an der Wharton School der University of Pennsylvania. Dann beendete er seine akademische Karriere und kümmerte sich um seine 1988 gegründete Firma Quantitative Financial Strategies, deren Geschicke er als Chief Executive Officer lenkt.
Grossman arbeitete auf dem Gebiet der Finanzökonomik, insbesondere zum Kapitalmarkt, zu Eigentumsrechten, Risikomanagement, Liquidität, Transaktionskosten und Sicherungsgeschäften. Außerdem lieferte er Beiträge zur Theorie der rationalen Erwartungen und der Unternehmensübernahmen.
Er ist mit Naava Binder Grossman verheiratet und hat zwei Kinder. Seine Hobbys sind Skifahren, Wein und gutes Essen.

## Auszeichnungen
- 1975 Irving Fisher Graduate Monograph Award
- 1987 John Bates Clark Medal (American Economic Association)
- 1988 Graham and Dodd Scroll Award for Best Article (Financial Analysts Journal) für Program Trading and Market Volatility: A Report on Interday Relationships.
- 1988 Roger F. Murray Prize (Q Group) für die Arbeit An Analysis of the Implications for Stock and Future Price Volatility of Program Trading and Dynamic Hedging Strategies.
- 1993 Best Paper Award (Mathematical Finance) für den Artikel Optimal Investment Strategies for Controlling Drawdowns.
- 1996 Leo Melamed Prize (University of Chicago Graduate School of Business)
- 2002 Professional Achievement Citation (University of Chicago)
- 2009 CME Group-MSRI Prize in Innovative Quantitative Applications

## Mitgliedschaften
- 1973 Phi Beta Kappa
- 1980 Econometric Society
- 1988 American Academy of Arts and Sciences
- American Finance Association (1994 Präsident)
- American Economic Association

## Werke
Buch
- The Informational Role of Prices. MIT Press, Cambridge, Mass. [u. a.] 1989, ISBN 0-262-07121-5

Artikel (Auswahl)
- On the Efficiency of Competitive Stock Markets where Traders Have Diverse Information. In: Journal of Finance. Band 31, Nr. 2, 1976, S. 573–584.
- mit Joseph E. Stiglitz: Information and Competitive Price Systems. In: American Economic Review. Band 66, Nr. 2, Mai 1976, S. 246–253.
- The Existence of Futures Markets, Noisy Rational Expectations and Informational Externalities. In: Review of Economic Studies. Band 44, Nr. 3, Oktober 1977, S. 431–449.
- Further results on the informational efficiency of competitive stock markets. In: Journal of Economic Theory. Band 18, Juni 1978, S. 81–101.
- mit Oliver Hart: Take-Over Bids, the Managerial Theory of the Firm and the Free Rider Problem. In: David A. Currie und W. Peters (Hrsg.): Contemporary Economic Analysis. Band 2, Croom Helm, London 1980, ISBN 0-85664-803-5
- mit Oliver Hart: Disclosure Laws and Take-Over Bids. In: Journal of Finance. Band 35, Nr. 2, Mai 1980, S. 323–334
- mit Oliver Hart: Takeover Bids, the Free-Rider Problem, and the Theory of the Corporation. In: Bell Journal of Economics. Band 11, Nr. 1, 1980, S. 42–64.
- mit Joseph E. Stiglitz: On the Impossibility of Informationally Efficient Markets. In: American Economic Review. Band 70, Nr. 3, Juni 1980, S. 393–408.
- mit Oliver Hart: Implicit Contracts, Moral Hazard, and Unemployment. In: American Economic Review. Band 71, Nr. 2, Mai 1981, S. 301–307.
- mit Robert J. Shiller: The Determinants of the Variability of Stock Market Prices. In: American Economic Review. Band 71, Nr. 2, Mai 1981, S. 222–227.
- mit Oliver Hart: The Allocational Role of Takeover Bids in Situations of Asymmetric Information. In: Journal of Finance. Band 36, 1981, S. 253–270
- mit Oliver Hart: Corporate Financial Structure and Managerial Incentives. In: John McCall (Hrsg.): The Economics of Information and Uncertainty. UCP, 1982
- mit Robert J. Shiller: Consumption correlatedness and risk measurement in economies with non-traded assets and heterogeneous information. In: Journal of Financial Economics. Band 10, Juli 1982, S. 195–210.
- mit Laurence Weiss: Heterogeneous Information and the Theory of the Business Cycle. In: Journal of Political Economy. Band 90, Nr. 4, August 1982, S. 699–727.
- mit Oliver Hart: An Analysis of the Principal-Agent Problem. In: Econometrica. Band 51, Nr. 1, Januar 1983, S. 7–45.
- mit Oliver Hart: Implicit Contracts under Asymmetric Information. In: The Quarterly Journal of Economics. Band 98, Nr. 3, 1983, S. 123–156.
- mit Laurence Weiss: A Transactions-Based Model of the Monetary Transmission Mechanism. In: American Economic Review. Band 73, Nr. 5, Dezember 1983, S. 871–880.
- mit Oliver Hart und Eric S. Maskin: Unemployment with Observable Aggregate Shocks. In: Journal of Political Economy. Band 91, Nr. 6, Dezember 1983, S. 907–928.
- mit Oliver Hart: The Costs and Benefits of Ownership. A Theory of Vertical and Lateral Integration. In: Journal of Political Economy. Band 94, Nr. 4, August 1986, S. 691–719.
- An Analysis of the Implications for Stock and Futures Price Volatility of Program Trading and Dynamic Hedging Strategies. In: Journal of Business. Band 61, Nr. 3, Juli 1988, S. 275–298.
- Dynamic Asset Allocation and the Informational Efficiency of Markets. In: Journal of Finance. Band 50, Nr. 3, 1995, S. 773–787